# Set Me Free (пісня Еден Алене)
«Set Me Free» («Звільни мене») — пісня ізраїльської співачки Еден Алене. Пісня представлятиме Ізраїль на Євробаченні 2021 року в Роттердамі, Нідерланди, після перемоги в попередньому відбірковому конкурсі HaShir Shelanu L'Eurovizion. Оригінальна версія була випущена 25 січня 2021 року в супроводі музичного відео на офіційному каналі Євробачення YouTube.
26 березня 2021 року була оприлюднена нова версія пісні разом із новим кліпом. Було знято в Design City Center в Місхорі Адумім. Нова версія пісні, зокрема, включає ноту свистка B6, найвищу ноту в історії Євробачення.

## Конкурс пісні Євробачення
Пісня представлятиме Ізраїль на конкурсі пісні Євробачення 2021, після того, як вона була обрана через Хашир Шелану L'Eurovizion. 17 листопада 2020 року EBU підтвердив, що півфінальний розіграш асигнувань на конкурс 2021 року не проводитиметься. Натомість у півфіналі буде представлений той самий склад країн, який визначений жеребкуванням півфіналу конкурсу 2020 року, який відбувся 28 січня 2020 року в мерії Роттердама. Ізраїль потрапляє в перший півфінал, який відбудеться 18 травня 2021 року, і його виступ планується у другій половині шоу.

## Персонал
Кредити адаптовані від Tidal.
- Аміт Мордехай — продюсер, композитор, автор текстів, аранжувальник
- Ідо Нетцер — продюсер, композитор, автор текстів, аранжувальник
- Ноам Залтін — продюсер, композитор, лірик, аранжувальник
- Рон Кармі — продюсер, композитор, автор текстів, аранжувальник